# Kanton 24 de Mayo
Der Kanton 24 de Mayo, ausgeschrieben: Kanton Veinticuatro de Mayo, befindet sich in der Provinz Manabí im Westen von Ecuador. Er besitzt eine Fläche von 526 km². Im Jahr 2022 lag die Einwohnerzahl bei rund 31.500. Verwaltungssitz des Kantons ist die Kleinstadt Sucre mit 4799 Einwohnern (Stand 2010). Namengebend für den Kanton war das Datum der Schlacht am Pichincha, die am 24. Mai 1822 stattfand.

## Lage
Der Kanton 24 de Mayo liegt im Süden der Provinz Manabí. Das Gebiet befindet sich etwa 35 km von der Pazifikküste entfernt im Landesinneren. Die Cordillera Costanera durchzieht den Kanton in Nord-Süd-Richtung. Der Hauptort Sucre liegt 25 km südlich der Provinzhauptstadt Portoviejo. Der Norden des Kantons wird nach Norden über den Fluss Río Portoviejo entwässert. Der Südteil des Kantons wird über den Río Puca nach Osten zum Río Daule entwässert.
Der Kanton 24 de Mayo grenzt im Osten an den Kanton Olmedo, im Süden an den Kanton Paján, im Westen an den Kanton Jipijapa sowie im Norden an den Kanton Santa Ana.

## Verwaltungsgliederung
Der Kanton 24 de Mayo ist in die Parroquia urbana („städtisches Kirchspiel“)
- Sucre

und in die Parroquias rurales („ländliches Kirchspiel“)
- Bellavista
- Noboa
- Sixto Durán Ballén

gegliedert.

## Geschichte
Der Kanton 24 de Mayo wurde am 15. Februar 1945 eingerichtet.
Entwicklung der Einwohnerzahl im Kanton 24 de Mayo bei landesweiten Volkszählungen zum jeweiligen Gebietsstand:
| Jahr                    | Einwohner | +/-     |
| ----------------------- | --------- | ------- |
| 1950                    | 18.950    | –       |
| 1962                    | 34.162    | 80,3 %  |
| 1974                    | 42.537    | 24,5 %  |
| 1982                    | 36.271    | −14,7 % |
| 1990                    | 34.026    | −6,2 %  |
| 2001                    | 28.294    | −16,8 % |
| 2010                    | 28.846    | 2 %     |
| 2022                    | 31.473    | 9,1 %   |
| Datenherkunft: Wikidata |           |         |